# Klášter Maulbronn
Klášter Maulbronn je cisterciácký klášter v Německu ve spolkové zemi Bádensko-Württembersko, ve městě Maulbronn. Je považován za nejzachovalejší středověký klášter na sever od Alp.
Od roku 1993 je zapsán na Seznamu světového dědictví UNESCO.

## Historie kláštera
Klášter byl původně pravděpodobně založen v jiné lokalitě (Eckenweiher) rytířem Walterem z Lomersheim okolo roku 1138. Zakládajícím konventem byl konvent vyslaný z mateřského kláštera Morimond. Roku 1147 byl celý konvent díky aktivitě špýrského biskupa přesunut do Maulbronnu, kde zůstal zachován dodnes.

Klášter Maulbronn (Panorama)

S historií tohoto klášterního semináře jsou velice úzce spojeni také významní němečtí autoři např. Hermann Hesse, či Friedrich Hölderlin.

## Dceřiné kláštery
- klášter Bronnbach - založen roku 1150
- klášter Schöntal - založen roku 1157

## Evropské dědictví
Tento klášter je součástí skupiny Cisterscapes (krajiny v okolí cisterciáckých klášterů). Tento soubor byl začleněn do Evropského dědictví 17. dubna 2024.